# اغير (تمنارت)
اغير هي إحدى مشيخات المملكة المغربية، تتبع جغرافيا لإقليم طاطا وإداريًا لتمنارت. يقدر عدد سكانها بـ 787 نسمة حسب الإحصاء الرسمي للسكان والسكنى لسنة 2004.